# Béla Imrédy
Vitéz Béla Imrédy de Ómoravicza (Budapest, 29 dicembre 1891 – Budapest, 28 febbraio 1946) è stato un politico ungherese, primo ministro del Regno d'Ungheria dal 1938 al 1939.

## Biografia
Nato da una famiglia cattolica. Iniziò la sua carriera presso il ministero delle Finanze per poi diventare direttore della Banca d'Ungheria nel 1928. Durante il governo di Gyula Gömbös divenne ministro delle Finanze e, dopo le dimissioni nel 1935, fu nominato presidente della Banca d'Ungheria.
Grazie alle sue posizioni filo-britanniche, durante il governo di Kálmán Darányi entrò a far parte dell'esecutivo come ministro del coordinamento economico. Quando Darányi si dimise nel maggio 1938, il reggente d'Ungheria Miklós Horthy lo nominò primo ministro. In qualità di capo del governo cercò di sganciarsi dalle forze dell'Asse e di avvicinarsi agli Alleati attirandosi l'ostilità degli elementi più filo-nazisti presenti nel Paese. Imrédy, dunque, modificò il proprio atteggiamento scivolando sempre più su posizioni vicine alla Germania hitleriana.
Nel febbraio 1939 Imrédy fu costretto alle dimissioni in seguito alla scoperta che aveva discendenze ebraiche (una sua bisnonna).
Nell'ottobre 1940 fondò un partito filo-nazista ed antisemita; nel 1944 - quando la Wehrmacht invase l'Ungheria - il plenipotenziario tedesco Edmund Veesenmayer pensò di chiamare nuovamente Imrédy alla guida del governo, ma l'opposizione di Horthy portò alla nomina di Döme Sztójay. Imrédy entrò dunque nell'esecutivo solo come ministro del coordinamento economico.
Nel novembre 1945, dopo la fine della seconda guerra mondiale, Imrédy venne arrestato con l'accusa di crimini di guerra e collaborazionismo con i nazisti e venne condannato a morte da un "tribunale popolare". Fu fucilato nel carcere di via Markó, a Budapest nel 1946.